# Friedhof Giebichenstein

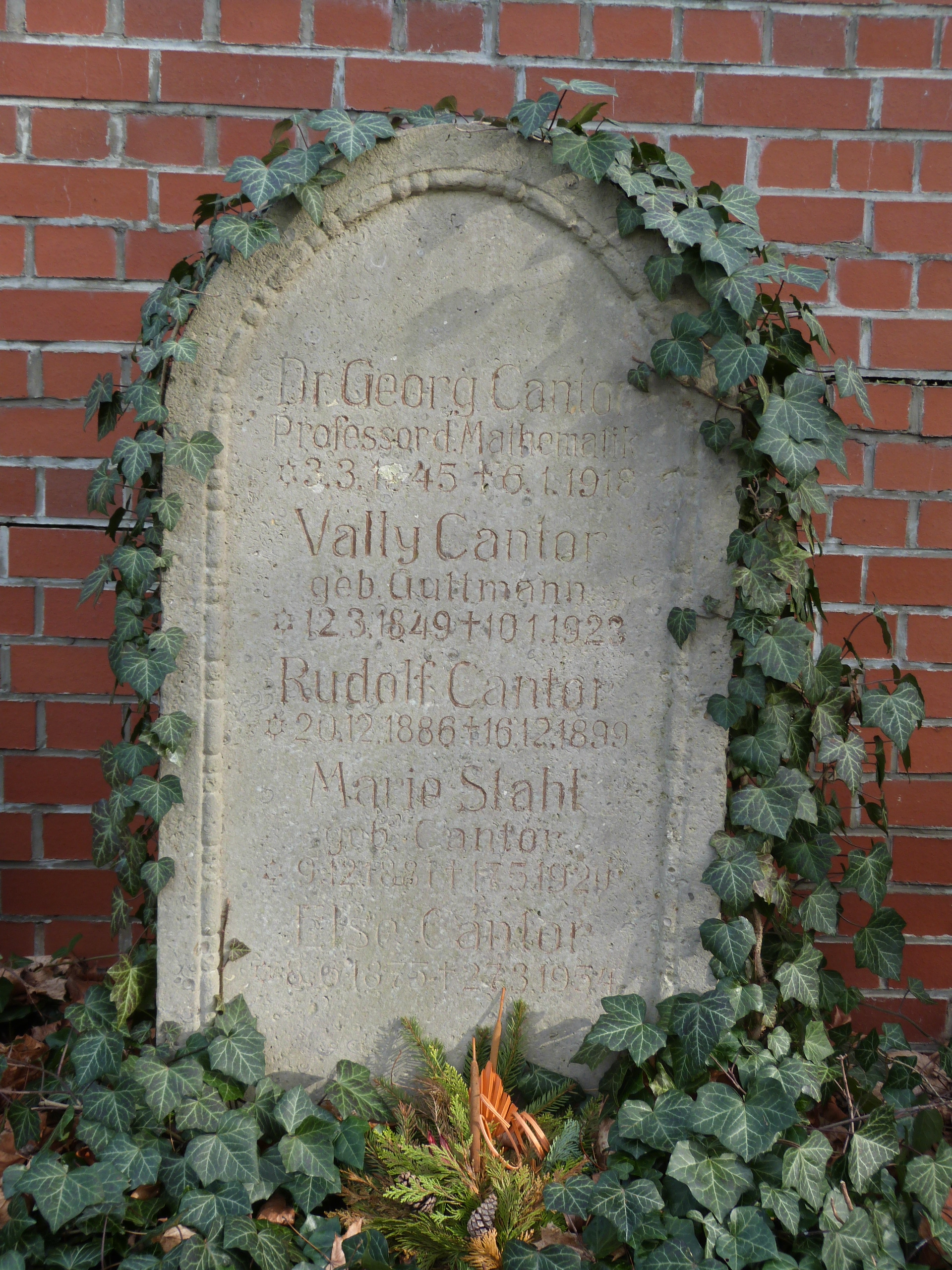
Sepultura do matemático Georg Cantor

O Friedhof Giebichenstein é um cemitério aberto em 1883 em Halle no distrito de Giebichenstein.

## Descrição
O primeiro sepultamento ocorreu em 1883. É um cemitério relativamente pequeno com uma área de apenas 0,26 hectares e cerca de 100 túmulos. Os sepultamentos, que são característicos do cemitério, estão localizados ao longo do muro de fronteira com a Friedenstrasse. Entre eles está o do matemático Georg Cantor. No meio do local estão 52 túmulos honorários de mortos na Segunda Guerra Mundial. A cidade de Halle é responsável pela administração do cemitério.